# Eduardo Soto Ortiz
Eduardo Óscar Soto Ortiz  (Santiago, 20 de febrero de 1965-) es un exfutbolista y entrenador chileno. Jugaba como Defensa.

## Trayectoria

### Como jugador
Producto de las divisiones inferiores de Universidad Católica, donde coincidió con jugadores como Carlos Soto, Luis Abarca y Mario Lepe.
Con una extensa carrera en el fútbol chileno, comenzó su carrera en Super Lo Miranda,para luego defender los colores de Regional Atacama,Everton, Unión San Felipe, Deportes La Serena, O'Higgins, Palestino, Audax Italiano y Unión Española.En el cuadro hispano se coronó como campeón de la Primera B 1999.
En el extranjero, defendió la camiseta del FC Baden de la Nationalliga B Suiza junto a sus compatriotas Claudio Álvarez y Ramón Pérez,y en el Club América de México,donde fue compañero de reconocidos jugadores como François Omam-Biyik y Luis García.

### Como entrenador
El año 2005 se tituló como entrenador en el INAF, junto a otros exfutbolistas como Eduardo Nazar, Fernando Astengo, José Cantillana, entre otros.
Trabajó como entrenador asistente de Roberto Hernández en Audax Italiano como en O'Higgins.Como entrenador, dirigió a Deportes Valdivia en dos ocasiones,a Unión Molina en la Tercera División B 2012 y durante el 2013 a Colchagua CD.
También ha sido entrenador en el INAF, SIFUP, la escuela de fútbol de la Caja de Compensación La Araucana desde el año 2014.

## Clubes

### Como jugador
| Club               | País   | Año       |
| ------------------ | ------ | --------- |
| Super Lo Miranda   | Chile  | 1983-1985 |
| Everton            | Chile  | 1986      |
| Regional Atacama   | Chile  | 1987-1988 |
| Unión San Felipe   | Chile  | 1989-1990 |
| Regional Atacama   | Chile  | 1990-1991 |
| FC Baden           | Suiza  | 1991-1992 |
| Deportes La Serena | Chile  | 1993      |
| O'Higgins          | Chile  | 1994      |
| América            | México | 1994-1995 |
| Palestino          | Chile  | 1995      |
| Audax Italiano     | Chile  | 1996-1997 |
| Deportes La Serena | Chile  | 1998      |
| Unión Española     | Chile  | 1999      |

### Como entrenador
| Club              | País  | Año       |
| ----------------- | ----- | --------- |
| Deportes Valdivia | Chile | 2007      |
| Deportes Valdivia | Chile | 2008-2009 |
| Unión Molina      | Chile | 2012      |
| Colchagua CD      | Chile | 2013      |

## Palmarés

### Como jugador

#### Torneos nacionales
| Título    | Club           | País  | Año  |
| --------- | -------------- | ----- | ---- |
| Primera B | Unión Española | Chile | 1999 |